# Apeadeiro de Cachofarra

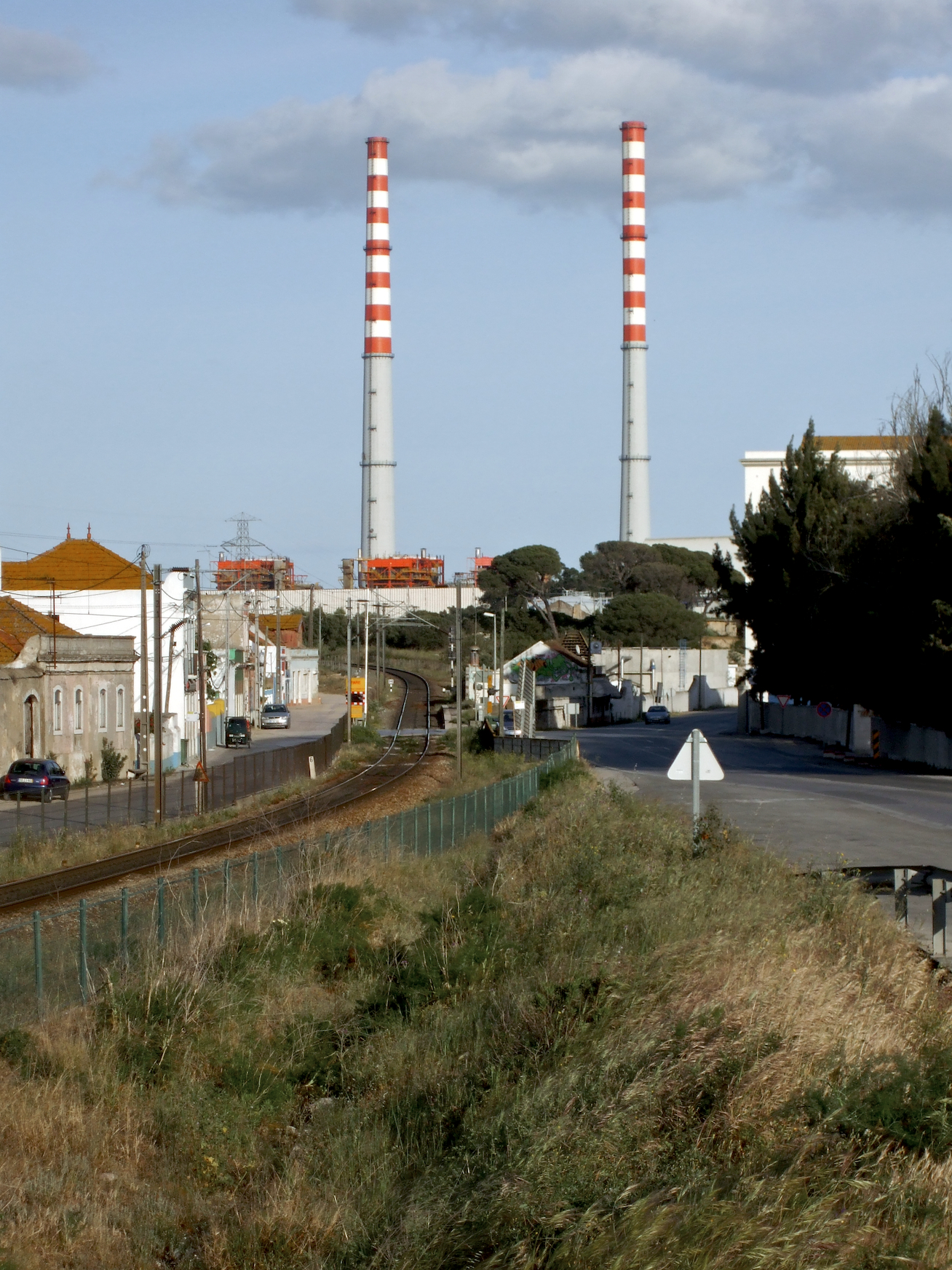
O Apeadeiro de Cachofarra situava-se ao centro da imagem, após a passagem de nível

O Apeadeiro de Cachofarra foi uma gare da Linha do Sul, que servia a localidade de Cachofarra, junto à cidade de Setúbal, em Portugal.

## História
Esta interface situava-se no troço entre Setúbal e Alcácer do Sal, que entrou ao serviço em 25 de Maio de 1920.